# 남극 1호
남극 1호(일본어: (南極1号, なんきょくいちごう 난쿄쿠 이치고[*])는 일본의 제1차 남극지역 관측대 월동대(1957년)가 (공식적으로는 기록되지 않았지만) 쇼와 기지로 들여온 섹스돌이다. 일본에서는 섹스돌 하면 남극 월동대를 연상하는 사람도 많을 정도로 섹스돌의 상징적 존재다.

## 형상
크기는 등신대로, 상체는 석고로 만든 마네킹 인형을 해소 근처에서 둥글게 자르고 하체는 다른 소프트한 재질로 만들어져 있었다. 양쪽 다리는 허벅지에서 절단되었으며 이는 업자들이 다리까지 만드는 작업을 귀찮아했기 때문이다.여성기는 고무 플라스틱으로 되어 있으며, 음모도 붙어 있다. 허리·엉덩이 내부에는 4리터의 금속통이 박혀 있어 사용 시에는 적온의 물로 채워 나사로 뚜껑을 덮고 따뜻해진 곳에서 질에 활제를 발라 사용하게 된다. 사용 후에는 캔의 물을 빼고 각 부분의 소독과 세척도 해야 한다.

## 경위

### 일본에서
1950년대에 남극은 아직 미지의 프런티어였으며, 그곳으로의 관측대 파견은 국가적인 일대 과학 프로젝트로 자리매김하고 있었다. 특히 패전한 지 얼마 되지 않은 일본의 첫 남극지역 관측대 파견은 국가 재건과 과학기술의 부흥을 세계에 알릴 절호의 기회로 국내에서 많은 관심을 모았고,준비도 꼼꼼히 이뤄졌다.
당시 외국의 극지 탐험기에서는 대원들이 노이로제에 빠져 자해 타해의 참사를 일으키는 사례가 종종 보고되고 있었다.원인으로 첫 번째로 생각되었던 것은 태양이 장기간 나오지 않는 극지만의 극야라는 기상 조건이지만, 장기간의 성적 금욕 생활이 주는 스트레스도 무시할 수 없는 요인으로 여겨졌다. 이리하여 남극 월동대를 준비하는 데 의료 부문 의사들은 검토를 거듭하고 특히 젊은 남성 대원의 성적 에너지를 발산시킬 수 있는 어떤 방안이 필요하다는 결론을 내렸다. 그리고 스스로도 월동대원이 될 의사 나카노 마사키의 발안에 따라, 여체를 본뜬 성구 인형을 준비하게 되었다, 그렇다고 해도 당시에는 섹스돌와 같은 성구는 약사법 등으로 엄격하게 단속되고 있으며, 나카노를 중심으로 한 의사들은 전국을 찾아 헤맨 끝에 도쿄 / 아사쿠사의 인형 도매상에 1구당 5만엔으로 2구의 인형 제작을 의뢰했다.
완성된 인형은 비품으로는 보고되지 않는 애매한 위치 그대로 남극으로 향하는 관측선 무네타니에 남몰래 실렸다.

### 남극에서
종곡이 남극에 도착하면 둘 중 하나가 상륙하고 다른 하나는 귀국하는 종곡 창고에 남겨졌다. 겨울을 맞이하기 시작한 남극에서, 총 11명의 남성(평균 연령 37세)으로 구성된 월동대는 쇼와 기지에서의 월동 준비에 착수했다.

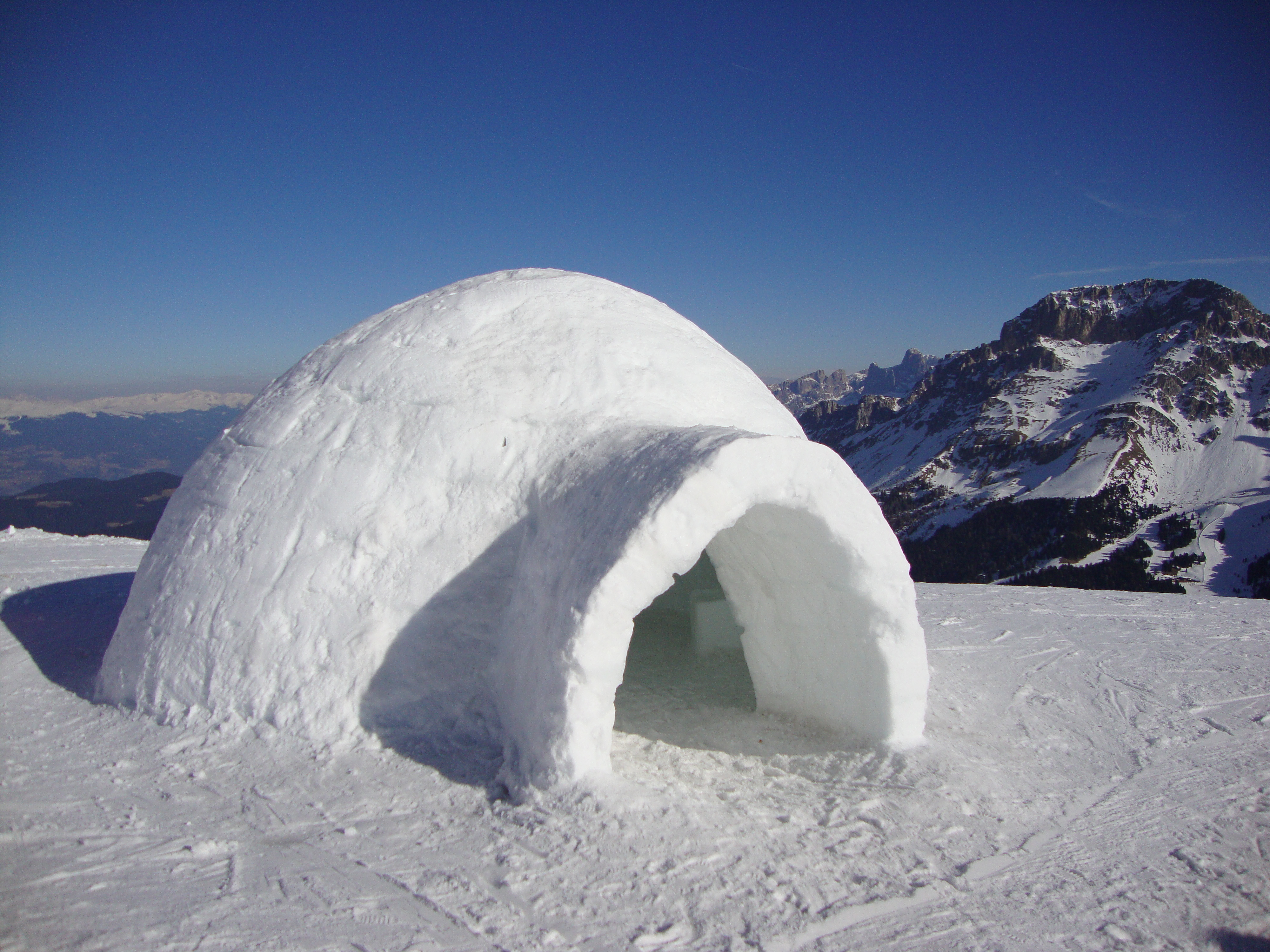
전형적인 이글루

월동대장 니시보리 에이사부로는 인형 사용법에 대해 나카노로부터 강의를 듣고, 그 안치 장소로서 기지 건물 뒤편에 이글루(간이 눈송이)를 직접 손으로 일부러 만들었다. 그것은 기지 건물 안에 인형을 두면 풍기가 문란해질 수 있다는 니시보리의 배려였다. 이글루 안에서 인형은 케바리바리한 기모노를 입혀 이불 같은 것 위에 눕혀졌다. 그리고 옆에는 니시보리가 직접 쓴 사용설명서, 라디우스(등산용 휴대용 가스렌지), 코펠(등산용 냄비)이 놓여졌다. 이글루의 입구에는 천막이 드리워졌다.
월동 준비 야외 작업이 대체로 완료된 어느 날, 니시보리는 아침 식사 자리에서 느닷없이 인형의 존재를 대원들에게 알렸다.
「오늘부터 겨울나기에 들어가는데 이글루 안에 변재천님이 오십니다.모두 참배해도 좋다.단, 참배 순서는 평소의 순서로 하겠습니다.。」

「에~벤텐님이라고?」

「아, 그렇구나. 저 번점님이시구나.」

모두는 순간적으로 기분이 좋아졌지만 곧 의미를 깨닫고 히죽거렸다.
대원들은 '벤텐사마'라는 성구 인형의 존재를 희미하게 듣고는 있었지만, 정말로 기지까지 반입된 것을 알고는 당황했다.이리하여 하루에 한 명씩 월동대장 니시보리를 시작으로 연장자부터 차례로 이글루의 벤텐님께 '참배'하는 상황이 되었다.
그러나 벤텐사마를 사용하는 사람은 좀처럼 나타나지 않았다. 우선 그 그로테스크한 외모는 대원들의 마음을 가라앉히기에 충분했다. 이글루 안은 영하 15도로 장갑이 없으면 인형을 만지기가 꺼려지는 추위로,성욕을 해결할 처지가 아니었다. 게다가 이글루의 설벽에서 눈을 칼로 긁어내 라디우스와 코펠로 녹여 4리터의 뜨거운 물이 될 때까지 데우는 것은 수십 분의 시간이 걸리는 끈기 작업이었고 사후 처리의 수고까지 생각하면 그것만으로도 이미 질려버리는 것이었다. 그렇게까지 할 정도로 성적으로 격앙되어 있는 대원은 없었던 것이다. 20대의 젊은 대원들 중에는 나름대로 흥미진진해서 이글루에 들어가는 사람도 있었지만 결국 벤텐님의 모습을 절했을 뿐 엄청나게 나오고 말았다.
쇼와 기지의 위도에서는 극야의 기간이 그다지 길지 않아서인지 다행히 정신에 이상이 생기는 사람은 그 대에서 나오지 않았다. 그렇게 월동기간은 끝나고 기지의 인형은 처녀인 채로 일본으로 돌아가게 되었다. 한편, 종곡에서 한발 앞서 귀로에 오른 또 다른 일체는, 남의 눈에 띄지 않는 창고에서 누군가가 몰래 사용하고 뒤처리를 하지 않아, "국부가 부패하고, 칙칙하고, 난처해서 팽개쳤다"고 했다.
인형의 발안자 나카노는 나중에 "(쓰이지도 않는 인형을 만든 것은) 나의 노파심에서 비롯된 하나의 실패로 부끄럽기 짝이 없다"고 회고했다. 이런 종류의 인형이 만들어진 것은 이때 월동대가 처음이자 마지막이다.

### 그 후
자극적인 화제를 좋아하는 여러 시시콜콜한 매체들은 예의 인형을 남극 아내 미스 남극 등으로 명명하고 재미삼아 허실섞인 이야기를 보도하며, 어느덧 '남극 1호'라는 이름이 널리 퍼져 나갔다.남극에서의 섹스 처리가 세계의 화두로 떠오르면서 결과적으로 남극 1호는 일본에서 섹스돌 개발이 진전되는 계기를 만들어 냈다.섹스돌가 공식적으로 일본에서 유통되기 시작한 것은 1960년대 중반이 되어서였다.

## 같이 보기
- 성인용품